# آیونا (مینه‌سوتا)
آیونا، مینه‌سوتا (به انگلیسی: Iona, Minnesota) یک شهر در ایالات متحده آمریکا است که در Murray County واقع شده‌است.

## خصوصیات
آیونا ۱٫۹۹ کیلومترمربع مساحت و ۱۳۷ نفر جمعیت دارد و ۴۹۸ متر بالاتر از سطح دریا واقع شده‌است.